# Mykoła Derykot
Mykoła Wasylowycz Derykot (ur. 5 stycznia 1958 w Wikneno w rejonie katerynopilskim) – ukraiński polityk, przewodniczący Chmielnickiej Rady Obwodowej.
Od 2007 pracował w administracji państwowej, w listopadzie 2010 obrany przewodniczącym Chmielnickiej Rady Obwodowej.